# Pere Costa i Batllori
Pere Costa i Batllori (Barcelona, Barcelonès, 11 de gener de 1933) és un veterinari i professor universitari català.
Llicenciat en Veterinària per la Universitat de Saragossa el 1955 i Doctor en Veterinària per la Universitat Complutense de Madrid, és especialista en nutrició animal per la Facultat de Veterinària de la Universitat Complutense de Madrid. També és diplomat en Programació Lineal aplicada a la formulació de pinsos per la Facultat de Veterinària de Saragossa. Becari-Tècnic col·laborador del Laboratori Pecuari Regional Català de Barcelona.
El 1933 fou elegit president de l'Acadèmia de Ciències Veterinàries de Barcelona, precedent de l'Acadèmia de Ciències Veterinàries de Catalunya. L'any 1977 també fou president del Col·legi Oficial de Veterinaris de Barcelona, des d'on promogué la creació de la Federació de Col·legis Veterinaris de Catalunya el 1981, convertida en Consell de Col·legis Veterinaris de Catalunya el 1985. És professor de zootècnica de l'Escola Superior d'Agricultura de Barcelona, l'actual Escola Tècnica Superior d'Enginyeria Agrària de la Universitat Politècnica de Catalunya entre 1984 i 1988, i professor de la Facultat de Veterinària de la Universitat Autònoma de Barcelona des del 1982.
També és membre de diferents acadèmies, entre les quals la Reial Acadèmia de Medicina de Barcelona, la Reial Acadèmia Europea de Doctors des del 1973, la Reial Acadèmia de Ciències Veterinàries de Madrid des del 1978, l'Acadèmia de Ciències Veterinàries de Catalunya, l'Acadèmia de Ciències Veterinàries de València, l'Acadèmia Sevillana de Ciències Veterinàries. Ha estat l'impulsor de l'Associació Catalana de Ciències de l'Alimentació i autor de més d'un centenar de publicacions sobre qüestions de nutrició animal. A més ha estat membre de Comitè Organitzador d'Expoaviga, president de l'Associació Espanyola de Cunicultura i membre del Consell d'Agricultura de la Generalitat de Catalunya.

## Reconeixements[2]
- Premi Epidèmies i Epizoòties (1962)
- Comendador de l'Ordre Civil de Mèrit Agrícola del Ministeri d'Agricultura, Ramaderia i Pesca
- Medalla d'Or de Col·legi Oficial de Veterinaris de Barcelona
- Medalla d'Or de l'Acadèmia de Medicina de Barcelona
- Medalla del Departament d'Agricultura de la Generalitat de Catalunya
- Medalla d'Or de l'Associació Espanyola de Cunicultura